# James Gurley
James Martin Gurley (22 décembre 1939 – 20 décembre 2009) est un musicien américain. Il est surtout connu comme le guitaristede Big Brother and the Holding Company, le groupe de San Francisco dirigé par la chanteuse Janis Joplin de 1966 à 1968.